# Омітама

36°14′22″ пн. ш. 140°21′9″ сх. д. / 36.23944° пн. ш. 140.35250° сх. д.
Оміта́ма (яп. 小美玉市, おみたまし, МФА: [omʲitama ɕi̥]) — місто в Японії, в префектурі Ібаракі.

## Короткі відомості
Розташоване в центральній частині префектури, на північному березі озера Касуміґаура. Виникло на основі декількох сільських поселень раннього нового часу. Засноване 27 березня 2006 року шляхом об'єднання містечок Оґава, Мінорі та села Тамарі. Основою економіки є садівництво, вирощування східної цибулі та полуниці. На сході міста розташована військова база Повітряних Сил Самооборони Японії. Станом на 1 жовтня 2007 площа міста становила 140,21 км². Станом на 1 серпня 2008 населення міста становило 52 606 осіб.